# Matty (Ungheria)
Matty è un comune dell'Ungheria di 359 abitanti (dati 2008) situato nella contea di Baranya, nella regione Transdanubio Meridionale.